# Murcia–Alicante-vasútvonal
A Murcia–Alicante-vasútvonal egy 73,7 km hosszúságú, egyvágányú, nem villamosított 1 668 mm nyomtávolságú  vasútvonal a Murcia és Alicante között Spanyolországban. Vonalszáma a 336-os.
Tulajdonosa az ADIF, a járatokat az RENFE üzemelteti.

## Története
A vasútvonalat 1884. július 18-án nyitották meg.

## Forgalom
A vonal intenzív vasúti forgalommal rendelkezik mind az utasok, mind az áruk vonatkozásában, 68% -os telítettséggel üzemelt a 2018-as adatok szerint. Az átlagos forgalom mintegy 53 vonat naponta mindkét irányba.